# Nikolai Ozolin
Nikolai Ozolin   (Komarowo, 20 d'octubre de 1906 (Julià) - Moscou, 25 de juny de 2000) fou un atleta soviètic, especialista en el salt de perxa, que va competir entre les dècades de 1920 i 1940.
Fou el millor saltador de perxa de la dècada de 1930. Va millorar fins a deu vegades el rècord nacional i entre 1937 i 1939 va fer el mateix amb rècord d'Europa tres vegades però, com la Unió Soviètica en aquell moment no formava part de l'IAAF, els resultats dels atletes soviètics no eren tinguts en compte a l'hora d'establir els rècords mundials i europeus. El millor registre acabà sent de 4,30 metres el 31 de juliol de 1939.
En el seu palmarès destaca una medalla de plata en el salt de perxa al Campionat d'Europa d'atletisme de 1946, rere el suec Allan Lindberg, i dotze campionats nacionals entre 1928 i 1946.
El 1935 es proclamà campió de la URSS en salt d'esquí.
Un cop retirat exercí d'entrenador i professor en teoria i metodologia de l'esport. El 1972 va obtenir el grau de doctor en ciències pedagògiques.

## Millors marques
- Salt de perxa. 4,30 metres (1939)[7]